# Чемпионат СССР по вольной борьбе 1949
5-й Чемпионат СССР по вольной борьбе проходил в Баку с 23 по 30 мая 1949 года. В соревнованиях участвовало 113 человек, представляющих 15 спортивных организаций 17 городов.

## Медалисты
| Весовая категория | Золото                                       | Серебро                               | Бронза                                        |
| ----------------- | -------------------------------------------- | ------------------------------------- | --------------------------------------------- |
| Наилегчайший вес  | Муса Бабаев «Динамо» (Баку)                  | Арташес Карапетян «Динамо» (Ереван)   | Леонид Фиргер «Динамо» (Ленинград)            |
| Легчайший вес     | Шалва Нозадзе «Спартак» (Тбилиси)            | Рашид Мамедбеков «Буревестник» (Баку) | Йоханнес Лооару «Калев» (Таллин)              |
| Полулёгкий вес    | Ибрагимпаша Дадашев «Динамо» (Баку)          | Андрей Челидзе «Динамо» (Москва)      | Хорен Чибичьян «Строитель» (Москва)           |
| Лёгкий вес        | Арменак Ялтырян «Динамо» (Киев)              | Давид Махарадзе «Динамо» (Баку)       | Василий Илуридзе «Буревестник» (Тбилиси)      |
| Полусредний вес   | Георгий Термолаев «Спартак» (Ростов-на-Дону) | Василий Рыбалко «Динамо» (Киев)       | Николай Морозов «Крылья Советов» (Москва)     |
| Средний вес       | Давид Цимакуридзе «Буревестник» (Тбилиси)    | Николай Комов «Спартак» (Киев)        | Сергей Преображенский «Динамо» (Ленинград)    |
| Полутяжёлый вес   | Август Энглас Вооружённые Силы (Таллин)      | Варгашак Мачкалян «Динамо» (Тбилиси)  | Шота Даушвили «Динамо» (Тбилиси)              |
| Тяжёлый вес       | Арсен Мекокишвили «Динамо» (Москва)          | Фома Бездоля Вооружённые Силы (Киев)  | Александр Сенаторов «Крылья Советов» (Москва) |